# Mark Astley
Mark Astley, född 30 mars 1969 i Calgary, är en kanadensisk före detta ishockeyspelare.
Astley blev olympisk silvermedaljör i ishockey vid vinterspelen 1994 i Lillehammer.